# Breuvannes-en-Bassigny
Breuvannes-en-Bassigny là một xã thuộc tỉnh Haute-Marne trong vùng Grand Est đông bắc nước Pháp. Xã này nằm ở khu vực có độ cao trung bình 326 mét trên mực nước biển.